# Hai Ngoc Tran
Hai Ngoc Tran (* 10. Januar 1975 in Saigon, Vietnam) ist ein ehemaliger norwegisch-vietnamesischer Fußballspieler. 2002 musste er im Alter von 27 Jahren seine Spielerkarriere aufgrund chronischer Rückenbeschwerden beenden.
Er war Mitglied der „Zweiten Goldenen Generation“ Norwegens, die bei der U-21-Fußball-Europameisterschaft 1998 in Bukarest den dritten Platz belegte. Mit 42 Einsätzen ist er Rekordspieler der norwegischen U-21 Nationalmannschaft.

## Vereinskarriere

### Kongsvinger IL
Tran begann seine Karriere im Alter von sieben Jahren in der Jugend seines Heimatvereins Kongsvinger IL. Mit vierzehn Jahren galt er als eines der größten Spielertalente Norwegens, ehe er sechzehnjährig in der Profimannschaft von KIL debütierte.
In Folge wurde er von Trainer Per Brogeland zum Nachfolger, des zu Rosenborg Trondheim abgewanderten Stig Inge Bjørnebye, auf der linken Abwehrseite aufgebaut und entwickelte sich zu dessen Musterschüler. Über die Jahre kam er im konsequent eingeführten 4-4-2-System des Trainers, trotz seiner geringen Größe, auf allen Defensivpositionen zum Einsatz und reifte zu einem Leistungsträger heran.
Unter Brogeland, der aufgrund der finanziellen Unterlegenheit des kleinen KIL, fast ausschließlich auf Talente setzte, schafften in Folge eine Riege von unbekannten Spielern, darunter mit Christer Basma, Vidar Riseth und Geir Frigård drei spätere Nationalspieler, den Durchbruch und wurden gewinnbringend weiterverkauft. Dies führte zum jährlichen Wiederaufbau der Mannschaft, die daher zumeist, mit Ausnahme des Vizemeistertitels 1992, im Mittelfeld der Liga zu finden war.
1996 verließ Brogeland schließlich den Verein in Richtung Lillestrøm SK, wonach das System Ausbildungsverein Kongsvinger kurzfristig ins Stocken geriet. Ab 1996 war Tran das letzte verbliebene „Juwel“ im Verein und aufgrund konstant starker Leistungen eine Art Garant für den Klassenerhalt.

### LASK Linz
Nach der Spielzeit 1997 folgte er dem Ruf seines früheren Mentors Brogeland und wechselte kurzfristig auf Leihbasis zu dessen damaligen Verein LASK Linz nach Österreich. Brogeland hatte zu Saisonbeginn die Viererkette beim LASK (und damit auch in Österreich) eingeführt. Nach einer Verletzungsmisere und den Ad-hoc-Ausfällen von Brendan Augustine, Johann Kogler und Jürgen Panis, hatte er für die Endphase der Hinrunde 1997/98 keinen Spieler mehr im Kader, der die Position des linken Verteidigers einnehmen konnte.
Da ein Systemwechsel für Brogeland jedoch nicht in Frage kam, bat er kurzerhand seinen früheren Verein Kongsvinger um eine kurzfristige Leihe seines Musterschülers Tran, die ihm aus Dankbarkeit für seine früheren Verdienste ermöglicht wurde. Der LASK hatte keine Leihgebühr zu bezahlen, musste jedoch als Auflage für den Transfer die Beine des Spielers in Höhe von 8 Millionen Schilling versichern lassen. Für die verbleibenden vier Herbstmeisterschaftsspiele komplettierte Tran daraufhin das Norweger-Quartett, bestehend aus seinen früheren Mitspielern Frigard, Riseth und Rune Tangen beim LASK. Dabei spielte er in allen möglichen Begegnungen über die vollen 90 Minuten, ehe er in der Winterpause wieder zurück nach Norwegen ging. Der Transfer für vier Spiele stellt bis heute ein Unikum in der österreichischen Bundesliga dar und brachte den Verantwortlichen des Vereins mehrere mediale Schelte ein. Der damalige Manager Max Hagmayr rechtfertigte sich in Folge damit, dass man Tran auch gerne fix verpflichtet hätte, seine Ablösesumme nach den Verpflichtungen von Frigard und Riseth zum Saisonbeginn jedoch nicht für den LASK zu stemmen gewesen wäre.
In Folge spielte Tran noch eine Spielzeit für Kongsvinger, in deren Verlauf der Verein erstmals seit Jahren in den Abstiegskampf geriet, ehe er zum Saisonende überraschend an den Aufsteiger Vålerenga Oslo verkauft wurde.

### Vålerenga IF
Nach einer starken U-21-Fußball-Europameisterschaft war Tran für Kongsvinger nicht mehr zu halten gewesen. Bereits während der Saison wurde das Interesse der beiden Großklubs Brann Bergen und Lillestrøm SK öffentlich. Es folgte der englische Zweitligist Ipswich Town, mit dem sich Tran jedoch nicht über die Vertragsmodalitäten einigen konnte und aufgrund der guten Entwicklungschancen unter Trainerlegende Egil Olsen bei Vålerenga unterschrieb. Der Wechsel sorgte in Folge bei den Fans beider Vereine für Misstöne, da VIF mit KIL seit einem Einspruch bezüglich des unrechtmäßig eingesetzten Spielers Juro Kuvicek aus dem Jahre 1995, welcher mit Punkteabzug für VIF bestraft wurde, in großer Fanfeindschaft zueinander stehen.
In Folge startete er jedoch stark bei seinem neuen Verein, etablierte sich auf Anhieb als Stammspieler und war Teil der Mannschaft, die mit dem Einzug ins Viertelfinale des Europapokals der Pokalsieger einen für den Verein historischen Erfolg feiern konnte. Danach verließen mit Trainer Olsen und dem größten Talent des Vereins, John Carew, zwei Schlüsselpersonalien den Verein, woraufhin man in den Abstiegskampf rutschte.
Tran hatte erstmals über die gesamte Spielzeit mit Rückenproblemen zu kämpfen und konnte lediglich ein Meisterschaftsspiel absolvieren. In der Spielzeit 2000 war er wieder fit, erreichte jedoch niemals mehr die Schnelligkeit, die unter anderem zuvor sein Spiel ausgezeichnet hatte. Vålerenga stieg trotz eines Kaders mit prominenten Spielern, wie Erik Hagen, Aki Riihilahti oder Kjetil Rekdal, als Drittletzter in die Adeccoligaen ab. Dort spielte er noch eine Saison und schaffte mit dem Verein als Meister den sofortigen Wiederaufstieg, ehe Rekdal, inzwischen zum Spielertrainer aufgestiegen, ihm einen Wechsel nahelegte. Tran hatte 1998 als Stareinkauf einen hochdotierten Vertrag unterschrieben, konnte aber nach seiner Verletzung nicht mehr die entsprechende Leistung bringen.
In Folge einigte man sich einvernehmlich auf eine Vertragsauflösung, woraufhin er zu seinem Stammverein KIL, der in der Zwischenzeit bis in die Dritte Liga abgestiegen war, wechselte. 2002 absolvierte er daraufhin noch sechs Spiele, ehe er seine Spielerkarriere im Alter von 27 Jahren, aufgrund chronischer Rückenbeschwerden, vorzeitig beenden musste. Zuvor gelang ihm noch sein erstes und einziges Tor im A-Mannschaftsfußball.

## Nationalmannschaft
Im Verlauf seiner Karriere kam er für jede norwegische Landesauswahlmannschaft zum Einsatz. Zusätzlich ist er mit 42 Länderspielen Rekordspieler der U-21 Nationalmannschaft.
1993 war er mit 18 Jahren der jüngste Spieler im Kader von Trainer Bjørn Hansen bei der Junioren-Fußballweltmeisterschaft in Australien. Norwegen schied als Letzter hinter Saudi-Arabien, Mexiko und Brasilien bereits in der Vorrunde aus, Tran kam im letzten Gruppenspiel beim 0:2 gegen Brasilien über 90 Minuten zum Einsatz.
Im Frühjahr 1998 spielte er mit einer U-23/Olympiaauswahl (siehe Anmerkung) seines Landes, zwecks Vorbereitung auf die U-21 Europameisterschaft, das Einladungsturnier „Cyprus Tournament“, wo er in drei Begegnungen gegen A-Nationalmannschaften zum Einsatz kam.
Seinen größten Erfolg auf internationaler Ebene erreichte er mit dem dritten Platz bei der U-21-Fußball-Europameisterschaft 1998. Die Mannschaft mit Spielern, wie Espen Baardsen, Steinar Pedersen, Eirik Bakke, Thorstein Helstad, Steffen Iversen, Erik Nevland, Trond Andersen oder Frode Kippe, gilt bis heute als „Zweite Goldene Generation“ Norwegens, die in Folge über Jahre das Bild in der A-Nationalmannschaft prägte. Konträr zur U-20-Weltmeisterschaft 1993, war Tran mit 23 Jahren diesmal der älteste Spieler im Kader von Trainer Nils Johan Semb.
Nachdem man in der Qualifikation/Gruppenphase bereits Frankreich und die Schweiz ausschalten konnte, stieg man nach einem 1:0-Sieg über Erzrivale Schweden ins Halbfinale auf, wo man sich jedoch dem späteren Europameister Spanien, mit bereits damals bei ihren Vereinen etablierten Juan Carlos Valerón, Míchel Salgado, Roger García und Guti, 0:1 geschlagen geben musste. Norwegen konnte die Begegnung über die gesamten 90 Minuten offen gestalten, ehe Víctor in der Verlängerung das entscheidende Tor erzielte. Im Spiel um Platz drei gegen die Niederlande, war man daraufhin durch einen Doppelpack von Steffen Iversen mit 2:0 erfolgreich. Tran bildete mit Mannschaftskollege Knut Henry Haraldsen die linke Abwehrseite und kam in allen Begegnungen über die volle Spieldistanz zum Einsatz.
Am 22. Januar 1999 feierte er gemeinsam mit Mannschaftskollege John Carew beim 3:3 im Freundschaftsspiel gegen Estland sein Debüt in der Norwegischen Nationalmannschaft. Trainer Semb war von der U-21 zur A-Nationalmannschaft aufgestiegen und plante einen Umbruch, dem auch Tran angehören sollte. Aufgrund seines verletzungsbedingten Ausfalls und seiner späteren Formschwäche wurde er jedoch daraufhin nicht mehr einberufen.
Anmerkung
1998 wurde vom norwegischen Verband zur Vorbereitung auf die U-21 Europameisterschaft eigens eine U-23 Mannschaft, die unter der Bezeichnung "Olympiateam Norwegen" auftrat, ins Leben gerufen. Hintergrund dafür war die Tatsache, dass die Spieler lediglich zum Beginn der Qualifikation zur Endrunde das 22. Lebensjahr nicht überschritten haben durften und Norwegen somit einen Kader mit mehreren U-23 Spielern, darunter auch Tran, hatte. Insgesamt absolvierte die Mannschaft 5 Testspiele gegen europäische A&B Nationalmannschaften, die vom Verband jedoch anerkannt und als U-21-Spiele gewertet werden.

## Nach der aktiven Karriere
Seit seinem Karriereende betreibt Tran eine Pizzeria und den „Manis Shark Nightclub“ in Kongsvinger. Dem Fußball hat er komplett den Rücken gekehrt.

## Sonstiges
Geboren in Saigon, emigrierte Tran im Alter von sieben Jahren 1981 mit seiner Familie als Boatpeople zuerst nach Malaysia, wo sie um Asyl in Norwegen ansuchten, welches ihnen gewährt wurde. Aufgrund dieser Vorgeschichte war er während seiner aktiven Karriere kurzfristig mit dem Vorwurf konfrontiert, nicht unter seinem richtigen Geburtsdatum aufzulaufen. Die Behauptung erwies sich jedoch als haltlos.
In seinem Geburtsland genießt er aufgrund seiner Profikarriere große Popularität, obwohl er seit seiner Flucht 1981 bis dato (Stand März 2011) nicht mehr zurückkehrte.

## Erfolge
Verein
- 1 × Meister 1. Divisjon: 2001
- 1 × Vizemeister Eliteserien: 1992

Nationalmannschaft
- 1 × U-21-Fußball-Europameisterschaft: 3. Platz 1998